# Marián Andrej Pacák
Marián Andrej Pacák (Levoča, 24 aprile 1973) è un vescovo cattolico slovacco, dal 20 ottobre 2020 eparca emerito di Santi Cirillo e Metodio di Toronto.

## Biografia
Marián Andrej Pacák è nato a Levoča il 24 aprile 1973.  Ha undici fratelli, due dei quali sono diventati sacerdoti.

### Formazione e ministero sacerdotale
Dopo il diploma, il 16 agosto 1991 è entrato nella Congregazione del Santissimo Redentore. Ha studiato filosofia e teologia a Tuchów e a Cracovia. Il 16 agosto 1997 ha emesso la professione solenne.
Il 12 ottobre 1997 è stato ordinato diacono da Milan Chautur, vescovo ausiliare di Prešov. Il 12 luglio dell'anno successivo è stato ordinato presbitero dallo stesso prelato. In seguito è stato vicario parrocchiale a Stará Ľubovňa e a Michalovce. Nel 2001 è stato inviato a Roma per studi. Ha svolto il ministero pastorale nella chiesa di San Gioacchino in Prati. Nel 2003 ha conseguito la licenza in teologia morale all'Accademia alfonsiana. Tornato in patria è stato economo della vice-provincia redentorista dal 2004 al 2007; caporedattore della casa editrice Misionár e della rivista Misionár dal 2004 al 2008; superiore della comunità di Stará Ľubovňa e amministratore parrocchiale della parrocchia greco-cattolica dal 2008 al 2015; superiore del convento di Stropkov dal 2015 al 2016 e cappellano del monastero della Santissima Trinità delle monache redentoriste a Vranov nad Topľou. Nel 2016 ha frequentato dei corsi di diritto canonico e diritto della Chiesa orientale all'Università cattolica Giovanni Paolo II di Lublino.

### Ministero episcopale
Il 5 luglio 2018 papa Francesco lo ha nominato eparca dei Santi Cirillo e Metodio di Toronto. Ha ricevuto l'ordinazione episcopale il 2 settembre successivo nella basilica della Discesa dello Spirito Santo a Michalovce dall'arcieparca metropolita di Prešov Ján Babjak, co-consacranti l'eparca di Košice Milan Chautur e quello di Bratislava Peter Rusnák. Ha preso possesso dell'eparchia il 15 settembre successivo.
Il 24 dello stesso mese ha partecipato per la prima volta alla riunione del Consiglio della Chiesa slovacca.
Il 20 ottobre 2020 papa Francesco ha accettato la sua rinuncia al governo pastorale dell'eparchia. In un comunicato ha dichiarato: "Questo servizio del vescovo eparchiale di Toronto è stato per me molto impegnativo, sotto diversi aspetti. Con la grazia di Dio, ho capito che era al di là delle mie capacità umane. Pertanto, dopo attenta considerazione, preghiera, e anche dopo aver consultato i superiori competenti, ho chiesto liberamente e volontariamente al Santo Padre di essere sollevato dall'incarico". È quindi tornato in Slovacchia e ha preso residenza nella comunità redentorista di Stará Ľubovňa.

## Genealogia episcopale
La genealogia episcopale è:
- Cardinale Scipione Rebiba
- Cardinale Giulio Antonio Santorio
- Cardinale Girolamo Bernerio, O.P.
- Arcivescovo Galeazzo Sanvitale
- Cardinale Ludovico Ludovisi
- Cardinale Luigi Caetani
- Cardinale Ulderico Carpegna
- Cardinale Paluzzo Paluzzi Altieri Degli Albertoni
- Papa Benedetto XIII
- Papa Benedetto XIV
- Papa Clemente XIII
- Cardinale Enrico Benedetto Stuart
- Papa Leone XII
- Cardinale Chiarissimo Falconieri Mellini
- Cardinale Camillo Di Pietro
- Cardinale Mieczysław Halka Ledóchowski
- Cardinale Jan Maurycy Paweł Puzyna de Kosielsko
- Arcivescovo Józef Bilczewski
- Arcivescovo Bolesław Twardowski
- Arcivescovo Eugeniusz Baziak
- Papa Giovanni Paolo II
- Arcivescovo Ján Babjak, S.I.
- Vescovo Marián Andrej Pacák, C.SS.R.